# Flachlager
Flachlager dienen der Aufbewahrung von Schüttgut, wie Kohle, Erz, Getreide, Zucker oder Streusalz. Das Material wird auf Halden geschüttet, die bei witterungsempfindlichen Gütern überdeckt sind. Flachlager sind im Vergleich zu Hochsilos und Bodenspeichern kostengünstiger, benötigen aber mehr Grundfläche.
Flachlager sind nicht zu verwechseln mit Flachgutlagern für flache Produkte wie Stahlbleche.

## Überdeckte Flachlager
Die Gebäude von überdeckten Flachlagern haben einen rechteckigen Grundriss bei Hangar oder Dreiecksilo und einen kreisrunden Grundriss bei Domsilos. Die Beschickung von großen Dreiecksilos erfolgt meist mit einem Förderband, das unter dem First verläuft und von dem mit einem Bandschleifenwagen das Material über Rutschen abgeworfen wird. Domsilos werden meist über eine Öffnung in der Mitte der Kuppel beschickt. Kleine Lager können auch mit einem Radlader bewirtschaften werden. Überdeckte Flachlager kommen vor allem für Getreide, Zucker und Salz zum Einsatz.

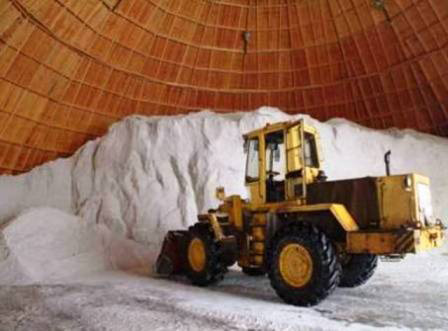
Innenansicht eines Domsilos für Streusalz
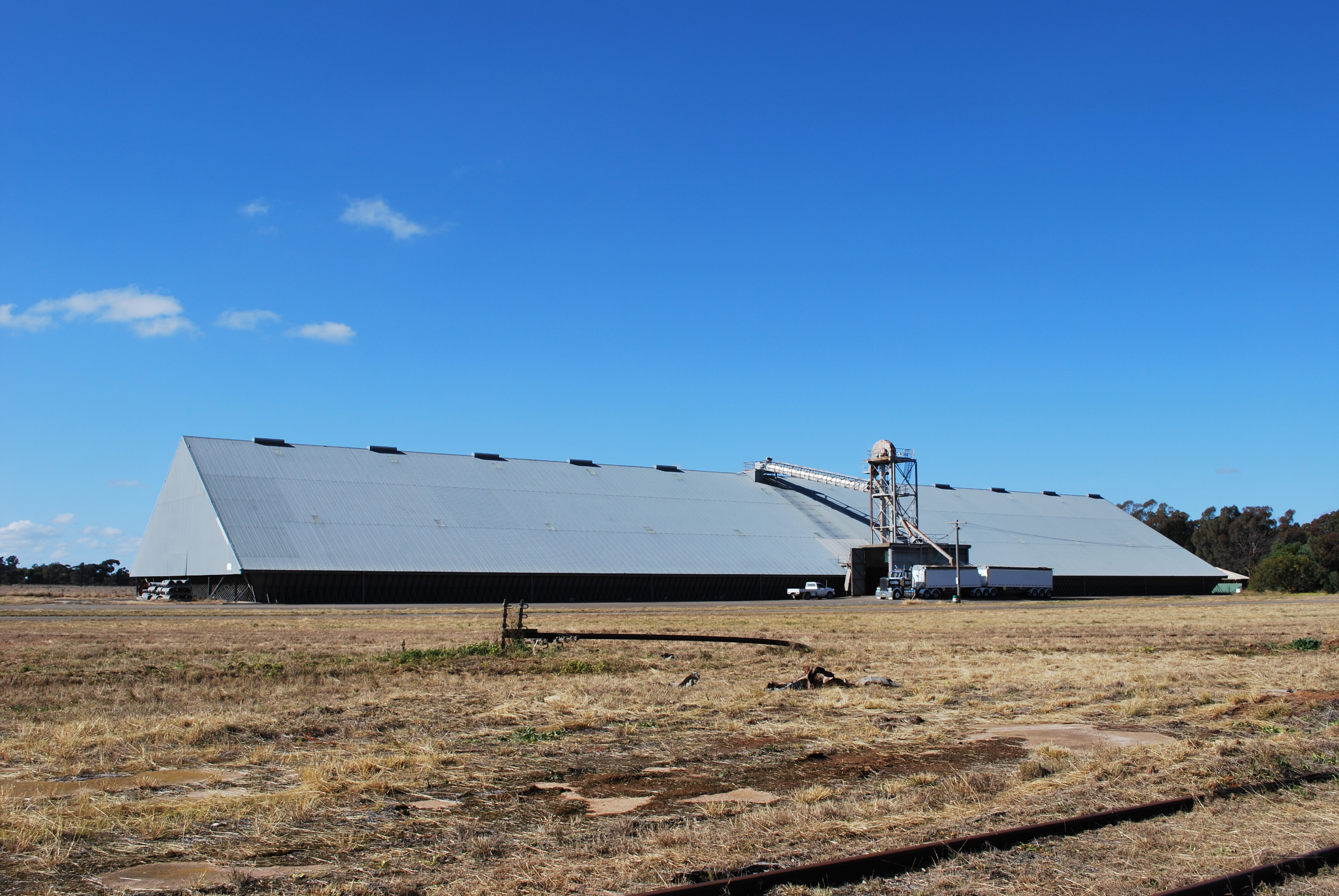
Dreiecksilo für Getreide

## Flachlager im Freien
Flachlager im freien werden für witterungsunempfindliche Güter genutzt, wie Kohle, Erz, Sand und Kies. Größere Lager befinden sich an Häfen, wo solche Güter verschifft oder empfangen werden. Die Einlagerung erfolgt über Absetzer, die Auslagerung über Rückladegeräte.

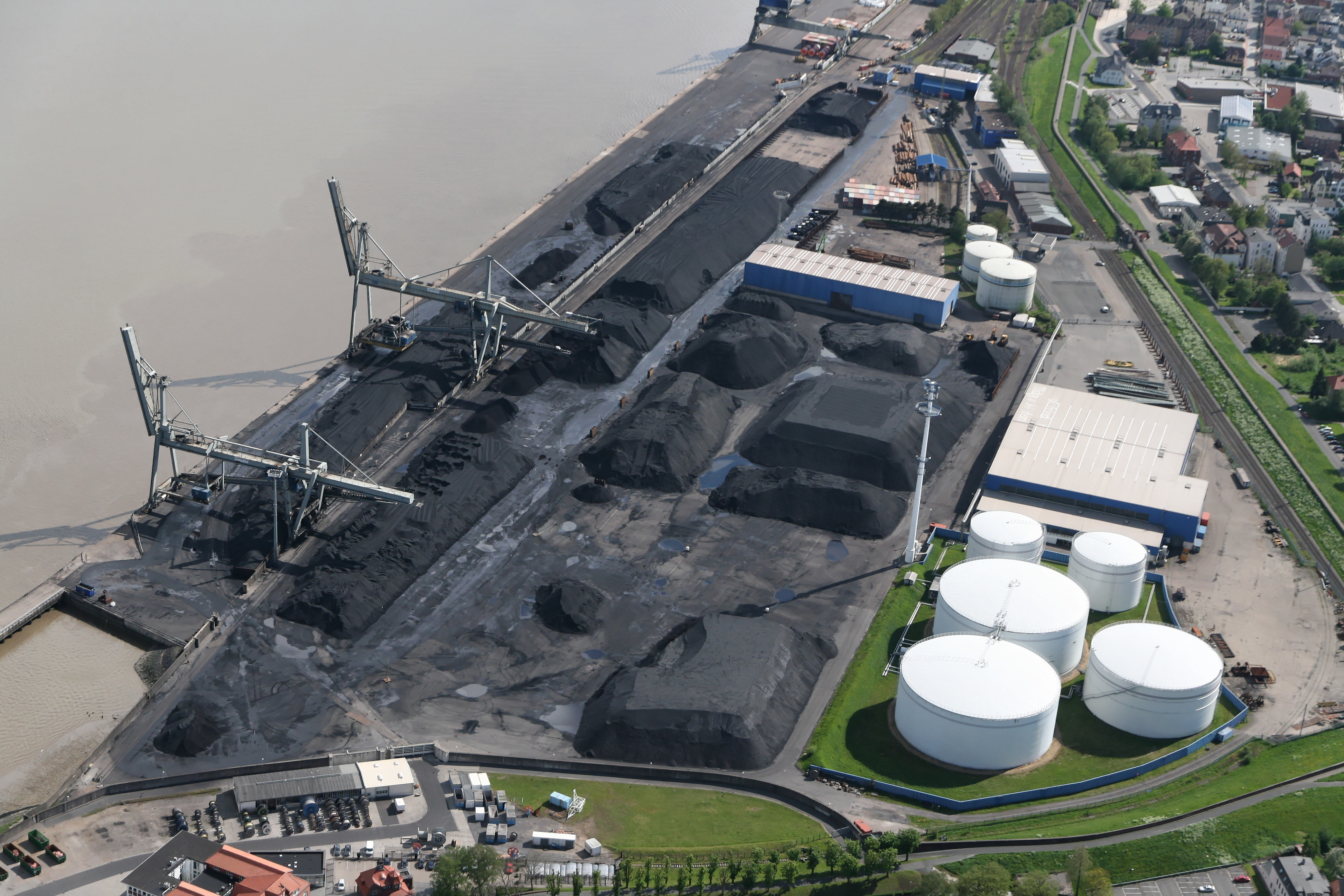
Flachlager für Kohle
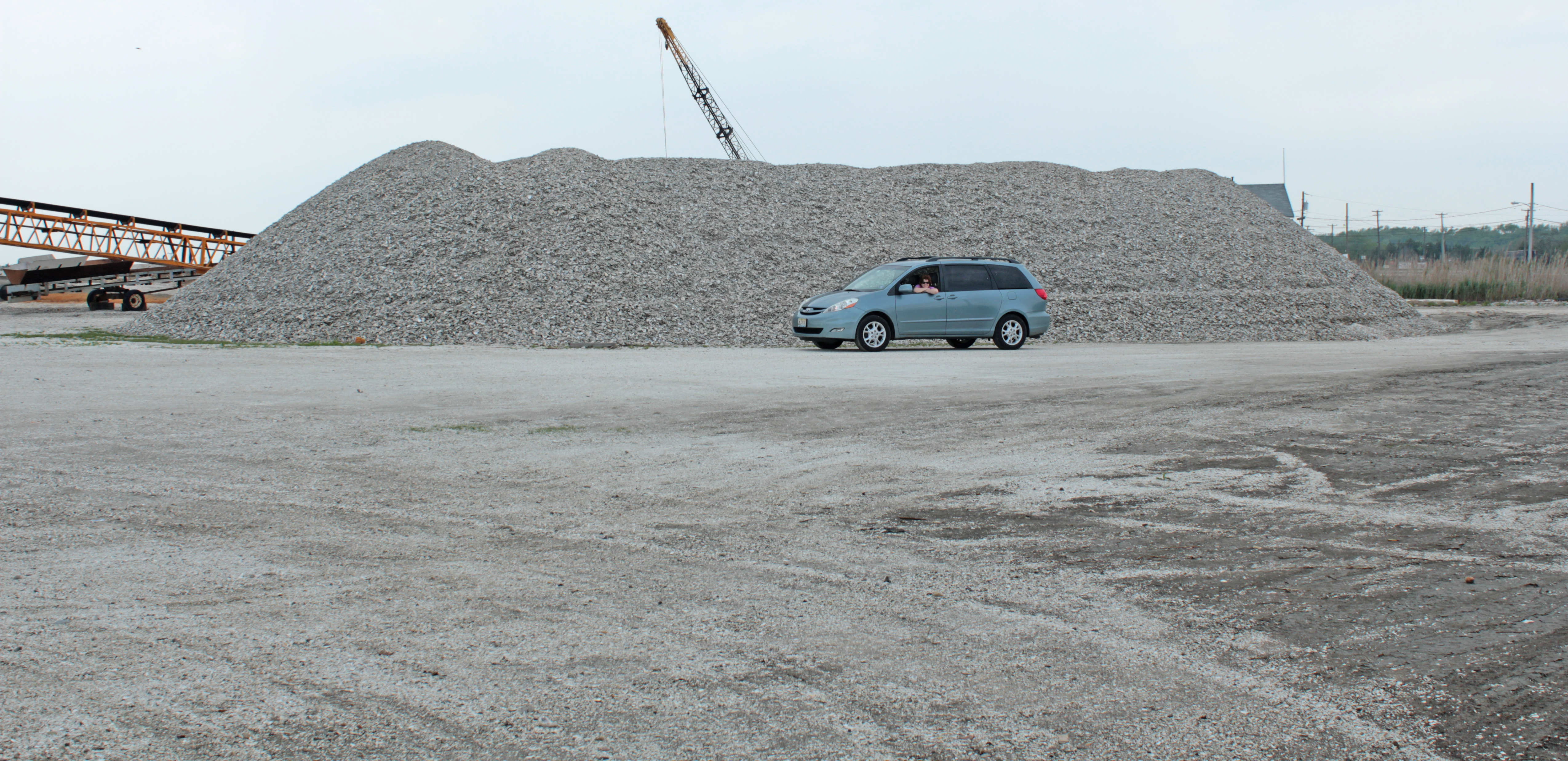
Flachlager von Austernschalen